# Dipartimento dell'Atlantico (Colombia)
Il dipartimento dell'Atlantico è uno dei 32 dipartimenti della Colombia. Il capoluogo del dipartimento è la città portuale di Barranquilla posta sul delta del fiume Magdalena.
Il dipartimento è situato nella parte settentrionale del paese. Confina a nord con il Mar dei Caraibi, ad est con il dipartimento di Magdalena il cui confine è segnato dal fiume omonimo ed a ovest con il dipartimento di Bolívar. Il territorio è pianeggiante.
Il dipartimento è stato istituito nel 1905.

## Geografia antropica

### Suddivisioni amministrative
Il dipartimento dell'Atlantico si compone di 23 comuni:
- Baranoa
- Barranquilla
- Campo de la Cruz
- Candelaria
- Galapa
- Juan de Acosta
- Luruaco
- Malambo
- Manatí
- Palmar de Varela
- Piojó
- Polonuevo
- Ponedera
- Puerto Colombia
- Repelón
- Sabanagrande
- Sabanalarga
- Santa Lucía
- Santo Tomas
- Soledad
- Suan
- Tubará
- Usiacurí